# Réhassim
Réhassim (רכסים) est une municipalité israélienne fondée en 1952. Réhassim (« Chaînes de montagne » en français) fait référence aux 4 différentes chaînes de montagne sur lesquelles le village est construit.
Réhassim compte aujourd'hui 8 000 habitants.